# Programul de televiziune al rețelelor din Statele Unite ale Americii din 1948–1949
Programul de televiziune în prime-time din 1948–1949 pentru cele patru mari rețele de difuzare comercială în limba engleză din Statele Unite a fost nominal din septembrie 1948 până în martie 1949, dar ideile de programare erau încă în curs de elaborare și nu au respectat standardele moderne. Acesta a fost primul sezon în care toate cele patru rețele aflate atunci în funcțiune în Statele Unite au oferit programe de prime-time de luni până vineri.
Programul este urmat de o listă după rețea a serialelor care revin, noi și anulate după sezonul 1947–1948.
Programul de mai jos reflectă lista din toamnă, pe măsură ce totul s-a așezat pe parcursul lunii octombrie 1948, înainte ca orice modificare ulterioară de timp să fie făcută și să apară noi seriale suplimentare în noiembrie.
Noile seriale de toamnă sunt evidențiate cu aldin. O serie de noi emisiuni de toamnă ale ABC au început încă de la jumătatea lunii august, când rețeaua a început pentru prima dată să transmită un program de șapte nopți. CBS și DuMont au început, de asemenea, câteva emisiuni noi în a doua jumătate a lunii august. Aceste emisiuni sunt notate ca atare cu (aug.). NBC a început să difuzeze Saturday Night Jamboree în decembrie.
Mai multe programe notabile au debutat în timpul sezonului și în vara precedentă.

## Legenda
- Albastru deschis indică program local.
- Albastrul închis indică program de știri.
- Verde deschis indică evenimente sportive.
- Mov deschis indică filme.

## Program

### Duminică
| Rețea | 7:00 p.m.                                                      | 7:30 p.m.                                             | 8:00 p.m.                            | 8:30 p.m.      | 9:00 p.m.                       | 9:30 p.m.                       | 10:00 p.m.                                             | 10:30 p.m.    |
| ----- | -------------------------------------------------------------- | ----------------------------------------------------- | ------------------------------------ | -------------- | ------------------------------- | ------------------------------- | ------------------------------------------------------ | ------------- |
| ABC   | Program local                                                  | The Southernaires Quartet                             | Hollywood Screen Test                | Actors Studio  | Program local                   | Program local                   | Program local                                          | Program local |
| CBS   | (7:00 p.m.) The Week in Review (7:15 p.m.) Program local       | Ford Television Theatre Hour (lunar)                  | Ford Television Theatre Hour (lunar) | Program local  | Toast of the Town               | Toast of the Town               | (10:00 p.m.) America Speaks (10:15 p.m.) Program local | Program local |
| DMN   | The Original Amateur Hour                                      | The Original Amateur Hour                             | Program local                        | Program local  | Program local                   | Program local                   | Program local                                          | Program local |
| NBC   | (7:00 p.m.) Mary Kay and Johnny (7:20 p.m.) Review of the Week | Admiral Presents the Five Star Revue — Welcome Aboard | Author Meets the Critics             | Meet the Press | The Philco Television Playhouse | The Philco Television Playhouse | Program local                                          | Program local |

Note: Toast of the Town, cunoscut mai târziu ca The Ed Sullivan Show, a avut premiera 20 iunie 1948, la 9:00 p.m. pe CBS.
Pe DuMont, King Cole's Birthday Party, cunoscut și ca Birthday Party, a fost difuzat de la 6:00 la 6:30 p.m. Eastern Time din martie până în mai 1949.

### Luni
| Rețea | 7:00 p.m.                                            | 7:30 p.m.                                                   | 8:00 p.m.                                                   | 8:30 p.m.     | 9:00 p.m.                                                            | 9:30 p.m.                                                            | 10:00 p.m.                                                           | 10:30 p.m.                                                           |
| ----- | ---------------------------------------------------- | ----------------------------------------------------------- | ----------------------------------------------------------- | ------------- | -------------------------------------------------------------------- | -------------------------------------------------------------------- | -------------------------------------------------------------------- | -------------------------------------------------------------------- |
| ABC   | (7:00 p.m.) News and Views (7:15 p.m.) Program local | Kiernan's Corner                                            | Quizzing the News                                           | Program local | Program local                                                        | Program local                                                        | Program local                                                        | Program local                                                        |
| CBS   | (7:00 p.m.) Program local (7:15 p.m.) Places Please  | (7:30 p.m.) CBS Television News (7:45 p.m.) Face the Music  | Program local                                               | Program local | Program local                                                        | Program local                                                        | Program local                                                        | Program local                                                        |
| DMN   | Doorway to Fame                                      | (7:30 p.m.) Camera Headlines (7:45 p.m.) Program local      | (8:00 p.m.) Champagne and Orchids (8:15 p.m.) Program local | Program local | Program local                                                        | Court of Current Issues                                              | Program local                                                        | Program local                                                        |
| NBC   | Program local                                        | (7:30 p.m.) America Song (7:50 p.m.) Camel Newsreel Theatre | The Chevrolet Tele-Theatre                                  | Americana     | (9:00 p.m.) Program local (9:10 p.m.) Boxing From St. Nicholas Arena | (9:00 p.m.) Program local (9:10 p.m.) Boxing From St. Nicholas Arena | (9:00 p.m.) Program local (9:10 p.m.) Boxing From St. Nicholas Arena | (9:00 p.m.) Program local (9:10 p.m.) Boxing From St. Nicholas Arena |

Note: Începând cu 18 iulie 1949, The Magic Cottage a fost difuzat de DuMont de luni până vineri, de la 6:30 la 7:00 p.m. Ora de Est.

### Marți
| Rețea | 7:00 p.m.                                                   | 7:30 p.m.                                                    | 8:00 p.m.           | 8:30 p.m.              | 9:00 p.m.                 | 9:30 p.m.                 | 10:00 p.m.                        | 10:30 p.m.                        |
| ----- | ----------------------------------------------------------- | ------------------------------------------------------------ | ------------------- | ---------------------- | ------------------------- | ------------------------- | --------------------------------- | --------------------------------- |
| ABC   | (7:00 p.m.) News and Views (7:15 p.m.) Program local        | Movieland Quiz                                               | Program local       | America's Town Meeting | America's Town Meeting    | Program local             | Program local                     | Program local                     |
| CBS   | (7:00 p.m.) The Roar of the Rails (7:15 p.m.) Program local | (7:30 p.m.) CBS Television News (7:45 p.m.) Face the Music   | Program local       | Program local          | We the People             | People's Platform         | Program local                     | Program local                     |
| DMN   | (7:00 p.m.) The Alan Dale Show (7:15 p.m.) Program local    | (7:30 p.m.) Camera Headlines (7:45 p.m.) I.N.S. Telenews     | Operation Success   | Program local          | Boxing From Jamaica Arena | Boxing From Jamaica Arena | Boxing From Jamaica Arena         | Boxing From Jamaica Arena         |
| NBC   | Program local                                               | (7:30) Musical Miniatures (7:50 p.m.) Camel Newsreel Theatre | Texaco Star Theater | Texaco Star Theater    | Mary Margaret McBride     | Program local             | Wrestling From St. Nicholas Arena | Wrestling From St. Nicholas Arena |

Notă: Începând cu 18 iulie 1949, The Magic Cottage a fost difuzat pe DuMont de luni până vineri de la 6:30 la 7:00 PM Ora de Est.

### Miercuri
| Rețea | Rețea            | 7:00 p.m.                                            | 7:30 p.m.                                                        | 8:00 p.m.              | 8:30 p.m.                                                     | 9:00 p.m.                 | 9:30 p.m.                       | 10:00 p.m.                                           | 10:30 p.m.                                           |
| ----- | ---------------- | ---------------------------------------------------- | ---------------------------------------------------------------- | ---------------------- | ------------------------------------------------------------- | ------------------------- | ------------------------------- | ---------------------------------------------------- | ---------------------------------------------------- |
| ABC   | ABC              | (7:00 p.m.) News and Views (7:15 p.m.) Program local | Critic at Large                                                  | The Gay Nineties Revue | (8:30 p.m.) Candid Microphone (8:45 p.m.) Three About Town    | Program local             | Wrestling From Washington, D.C. | Wrestling From Washington, D.C.                      | Wrestling From Washington, D.C.                      |
| CBS   | CBS              | (7:00 p.m.) Program local (7:15 p.m.) Places Please  | (7:30 p.m.) CBS Television News (7:45 p.m.) Face the Music       | Kobbs' Korner          | Winner Take All                                               | Tournament of Champions   | Tournament of Champions         | Tournament of Champions                              | Tournament of Champions                              |
| DMN   | Toamna           | King Cole's Birthday Party                           | (7:30 p.m.) Camera Headlines (7:45 p.m.) Program local           | The Laytons (Aug.)     | The Growing Paynes                                            | Boxing From Jamaica Arena | Boxing From Jamaica Arena       | Boxing From Jamaica Arena                            | Boxing From Jamaica Arena                            |
| DMN   | Mijlocul toamnei | King Cole's Birthday Party                           | (7:30 p.m.) Camera Headlines (7:45 p.m.) Program local           |                        | The Growing Paynes                                            | Boxing From Jamaica Arena | Boxing From Jamaica Arena       | Boxing From Jamaica Arena                            | Boxing From Jamaica Arena                            |
| DMN   | Primăvara        |                                                      | (7:30 p.m.) Camera Headlines (7:45 p.m.) Program local           |                        | The Growing Paynes                                            | Boxing From Jamaica Arena | Boxing From Jamaica Arena       | Boxing From Jamaica Arena                            | Boxing From Jamaica Arena                            |
| NBC   | Toamna           | Program local                                        | (7:30 p.m.) You Are an Artist (7:50 p.m.) Camel Newsreel Theatre | Girl About Town        | (8:30 p.m.) The Ted Steele Show (8:45 p.m.) Story of the Week | Kraft Television Theatre  | Kraft Television Theatre        | (10:00 p.m.) Program local (10:10 p.m.) Village Barn | (10:00 p.m.) Program local (10:10 p.m.) Village Barn |
| NBC   | Mijlocul toamnei | Program local                                        | (7:30 p.m.) You Are an Artist (7:50 p.m.) Camel Newsreel Theatre | Picture This           | (8:30 p.m.) The Ted Steele Show (8:45 p.m.) Story of the Week | Kraft Television Theatre  | Kraft Television Theatre        | (10:00 p.m.) Program local (10:10 p.m.) Village Barn | (10:00 p.m.) Program local (10:10 p.m.) Village Barn |
| NBC   | Vara             | Program local                                        | (7:30 p.m.) You Are an Artist (7:50 p.m.) Camel Newsreel Theatre | Picture This           | The Black Robe                                                | Kraft Television Theatre  | Kraft Television Theatre        | (10:00 p.m.) Program local (10:10 p.m.) Village Barn | (10:00 p.m.) Program local (10:10 p.m.) Village Barn |

### Joi
| Rețea | Rețea          | 7:00 p.m.                                            | 7:30 p.m.                                                                                | 8:00 p.m.                                                     | 8:30 p.m.      | 9:00 p.m.                             | 9:30 p.m.                          | 10:00 p.m.                         | 10:30 p.m.                         |               |
| ----- | -------------- | ---------------------------------------------------- | ---------------------------------------------------------------------------------------- | ------------------------------------------------------------- | -------------- | ------------------------------------- | ---------------------------------- | ---------------------------------- | ---------------------------------- | ------------- |
| ABC   | Toamna         | (7:00 p.m.) News and Views (7:15 p.m.) Program local | Program local                                                                            | Program local                                                 | Club Seven     | ABC Feature Film                      | ABC Feature Film                   | Program local                      | Program local                      | Program local |
| ABC   | Vara           | (7:00 p.m.) News and Views (7:15 p.m.) Program local | Blind Date                                                                               | Program local                                                 | Club Seven     | ABC Feature Film                      | ABC Feature Film                   | Program local                      | Program local                      | Program local |
| ABC   | Mijlocul verii | (7:00 p.m.) News and Views (7:15 p.m.) Program local |                                                                                          | Program local                                                 | Club Seven     |                                       | Blind Date                         | Program local                      | Program local                      | Program local |
| CBS   | CBS            | Program local                                        | (7:30 p.m.) CBS Television News (7:45 p.m.) Face the Music                               | To the Queen's Taste                                          | Program local  | Program local                         | Program local                      | Program local                      | Program local                      |               |
| DMN   | Toamna         | The Adventures of Oky Doky                           | (7:30 p.m.) Camera Headlines (7:45 p.m.) The Jack Eigen Show                             | Program local                                                 | Charade Quiz   | Wrestling From Columbia Park Arena    | Wrestling From Columbia Park Arena | Wrestling From Columbia Park Arena | Wrestling From Columbia Park Arena |               |
| DMN   | Vara           | King Cole's Birthday Party                           | (7:30 p.m.) Camera Headlines (7:45 p.m.) The Jack Eigen Show                             | Program local                                                 | Charade Quiz   | Wrestling From Columbia Park Arena    | Wrestling From Columbia Park Arena | Wrestling From Columbia Park Arena | Wrestling From Columbia Park Arena |               |
| NBC   | NBC            | Program local                                        | (7:30 p.m.) NBC Presents (7:45 p.m.) Girl of the Week (7:50 p.m.) Camel Newsreel Theatre | (8:00 p.m.) Princess Sagaphi (8:15 p.m.) The Nature of Things | The Swift Show | The Gulf Road Show Starring Bob Smith | The Bigelow Show                   | Program local                      | Program local                      |               |

### Vineri
| Rețea | Rețea  | 7:00 p.m.                                            | 7:30 p.m.                                                             | 8:00 p.m.                                                | 8:30 p.m.                              | 9:00 p.m.                                                 | 9:30 p.m.                                                                            | 10:00 p.m.                                                                           | 10:30 p.m.                                                                           |
| ----- | ------ | ---------------------------------------------------- | --------------------------------------------------------------------- | -------------------------------------------------------- | -------------------------------------- | --------------------------------------------------------- | ------------------------------------------------------------------------------------ | ------------------------------------------------------------------------------------ | ------------------------------------------------------------------------------------ |
| ABC   | ABC    | (7:00 p.m.) News and Views (7:15 p.m.) Program local | (7:30 p.m.) Tales of the Red Caboose (7:45 p.m.) Program local        | Teenage Book Club                                        | That Reminds Me                        | Break the Bank                                            | Program local                                                                        | Program local                                                                        | Program local                                                                        |
| CBS   | CBS    | (7:00 p.m.) Program local (7:15 p.m.) Places Please  | (7:30 p.m.) CBS Television News (7:45 p.m.) Face the Music            | (8:00 p.m.) Sportsman's Quiz (8:05 p.m.) What's It Worth | Captain Billy's Mississippi Music Hall | Program local                                             | Program local                                                                        | Program local                                                                        | Program local                                                                        |
| DMN   | DMN    | Key to the Missing                                   | (7:30 p.m.) Camera Headlines (7:45 p.m.) Program local                | Fashions on Parade                                       | Program local                          | Wrestling From Jamaica Arena                              | Wrestling From Jamaica Arena                                                         | Wrestling From Jamaica Arena                                                         | Wrestling From Jamaica Arena                                                         |
| NBC   | Toamna | Program local                                        | (7:30 p.m.) Musical Merry-Go-Round (7:50 p.m.) Camel Newsreel Theatre | Musical Miniatures                                       | Stop Me If You've Heard This One       | (9:00 p.m.) The Ted Steele Show (9:15 p.m.) Program local | (9:30 p.m.) Gillette Cavalcade of Sports (10:45 p.m.) Greatest Fights of the Century | (9:30 p.m.) Gillette Cavalcade of Sports (10:45 p.m.) Greatest Fights of the Century | (9:30 p.m.) Gillette Cavalcade of Sports (10:45 p.m.) Greatest Fights of the Century |
| NBC   | Iarna  | Program local                                        | (7:30 p.m.) Musical Merry-Go-Round (7:50 p.m.) Camel Newsreel Theatre | Your Show Time                                           | Stop Me If You've Heard This One       | (9:00 p.m.) The Ted Steele Show (9:15 p.m.) Program local | (9:30 p.m.) Gillette Cavalcade of Sports (10:45 p.m.) Greatest Fights of the Century | (9:30 p.m.) Gillette Cavalcade of Sports (10:45 p.m.) Greatest Fights of the Century | (9:30 p.m.) Gillette Cavalcade of Sports (10:45 p.m.) Greatest Fights of the Century |
| NBC   | Vara   | Program local                                        | (7:30 p.m.) Musical Merry-Go-Round (7:50 p.m.) Camel Newsreel Theatre | Hopalong Cassidy                                         | Hopalong Cassidy                       | (9:00 p.m.) The Ted Steele Show (9:15 p.m.) Program local | (9:30 p.m.) Gillette Cavalcade of Sports (10:45 p.m.) Greatest Fights of the Century | (9:30 p.m.) Gillette Cavalcade of Sports (10:45 p.m.) Greatest Fights of the Century | (9:30 p.m.) Gillette Cavalcade of Sports (10:45 p.m.) Greatest Fights of the Century |

### Sâmbătă
| Rețea | Rețea         | 7:00 p.m.                                            | 7:30 p.m.                                                   | 8:00 p.m.               | 8:30 p.m.                  | 9:00 p.m.     | 9:30 p.m.               | 10:00 p.m.    | 10:30 p.m.    |
| ----- | ------------- | ---------------------------------------------------- | ----------------------------------------------------------- | ----------------------- | -------------------------- | ------------- | ----------------------- | ------------- | ------------- |
| ABC   | ABC           | (7:00 p.m.) News and Views (7:15 p.m.) Program local | (7:30 p.m.) Sports with Joe Hasel (7:45 p.m.) Program local | Program local           | Program local              | Program local | Program local           | Program local | Program local |
| CBS   | Toamna        | Program local                                        | Program local                                               | Program local           | Program local              | Program local | Program local           | Program local | Program local |
| CBS   | Primăvara     | Program local                                        | (7:30 p.m.) Program local/ (7:45–8:00 p.m.) Blues by Bargy  | Program local           | Program local              | Program local | Program local           | Program local | Program local |
| CBS   | Vara          | Program local                                        | (7:30 p.m.) Program local/ (7:45–7:55 p.m.) Blues by Bargy  | Program local           | Program local              | Program local | Program local           | Program local | Program local |
| NBC   | Toamna        | Program local                                        | Program local                                               | Program local           | Television Screen Magazine | Program local | Program local           | Program local | Program local |
| NBC   | Toamna târziu | Program local                                        | Program local                                               | Saturday Night Jamboree | Saturday Night Jamboree    | Program local | Program local           | Program local | Program local |
| NBC   | Iarna         | Program local                                        | Program local                                               | Saturday Night Jamboree | Television Screen Magazine | Program local | Program local           | Program local | Program local |
| NBC   | Primăvara     | Program local                                        | Program local                                               | Program local           | Television Screen Magazine | Program local | Saturday Night Jamboree | Program local | Program local |
| NBC   | Vara          | Program local                                        | Program local                                               | Meet Your Congress      | Television Screen Magazine | Program local | Program local           | Program local | Program local |

## După rețea

### ABC
| Seriale care revin - Hollywood Screen Test - Kiernan's Corner - Movieland Quiz - News and Views - Sports with Joe Hasel - Teenage Book Club - That Reminds Me - Quizzing the News | Seriale noi - ABC Feature Film - ABC Television Players - Actors Studio - America's Town Meeting - Blind Date * - Bowling Headliners * - Break the Bank - Buzzy Wuzzy - Candid Microphone - Club Seven - Critic at Large - Crusade in Europe * - The Gay Nineties Revue - The Southernaires Quartet - Stand By for Crime - Tales of the Red Caboose - Three About Town - Wrestling from Washington, D.C. |

### CBS
| Seriale care revin - Face the Music - The Fred Waring Show - CBS Television News - To the Queen's Taste - Toast of the Town - We the People - What's It Worth - Winner Take All | Seriale noi - Adventures in Jazz * - American Speaks - Arthur Godfrey and His Friends * - Arthur Godfrey's Talent Scouts * - Blues by Bargy * - Capital Billy's Mississippi Music Hall - Ford Television Theatre Hour - Kobbs' Korner - Lamp Unto My Feet - The Morey Amsterdam Show - Our Miss Brooks - People's Platform - Places Please - The Roar of the Rails - Ruthie on the Telephone * - The Sonny Kendis Show * - Studio One - Suspense * - Tournament of Champions - The Week in Review - Wesley |

### DuMont
| Seriale care revin - Camera Headlines - Charade Quiz - Court of Current Issues - Doorway to Fame - I.N.S. Telenews - The Jack Eigen Show - Key to the Missing - King Cole's Birthday Party - The Original Amateur Hour | Seriale noi - Admiral Broadway Revue * - The Adventures of Oky Doky - The Alan Dale Show - And Everything Nice * - Boxing From Jamaica Arena - Café de Paris * - Champagne and Orchids - Fashions on Parade - Front Row Center * - The Growing Paynes - Hotel Broadway * - Johnny Olson's Rumpus Room * - The Laytons - The Magic Cottage * - Manhattan Spotlight * - Newsweek Views the News - The Original Amateur Hour - The School House * - Spin the Picture * (originally Cut) - The Stan Shaw Show - Teen Time Tunes * - The Vincent Lopez Show - Window on the World * - Wrestling From Columbia Park Arena | Seriale care nu revin din sezonul 1947–1948: - Camera Headlines - Highway to the Stars - Look Upon a Star - Playroom - Small Fry Club - The Walter Compton News - Film western |

### NBC
| Seriale care revin - America Song - Americana - Author Meets the Critics - The Bigelow Show - Camel Newsreel Theatre - Duffy's Tavern - Gillette Cavalcade of Sports - Juvenile Jury - Kraft Television Theatre - Mary Kay and Johnny - Meet the Press - Musical Miniatures - The Nature of Things - Stop Me If You've Heard This One - Story of the Week - The Swift Show - Television Playhouse - The Texaco Star Theater - Village Barn - You Are an Artist | Seriale noi - Academy Theatre * - Admiral Broadway Revue * - Admiral Presents Five Star Revue — Welcome Aboard - The Black Robe - The Chevrolet Tele-Theatre - Colgate Theatre * - Fireside Theatre * - Garroway at Large * - Girl About Town - Greatest Fight of the Century - The Gulf Road Show Starring Bob Smith - The Hartmans * - Hopalong Cassidy * - Mary Margaret McBride - NBC Presents * - The Philco Television Playhouse - Picture This - Princess Sagaphi - Saturday Night Jamboree - The Ted Steele Show - Theatre of the Mind * - Welcome Aboard * - Who Said That? - Wrestling From St. Nicholas Arena - Your Show Time * | Seriale care nu revin din sezonul 1947–1948: - The Esso Newsreel - In the Kelvinator Kitchen - MLB - MLB on NBC - Television Playhouse - Village Barn - The World in Your Home |

Notă: * indică faptul că programul a fost introdus la mijlocul sezonului.